# Andrea Barnó
Andrea Barnó San Martin (ur. 11 stycznia 1984 w Estelli), hiszpańska piłkarka ręczna, reprezentantka kraju, środkowa rozgrywająca. Obecnie występuje w hiszpańskim Itxako Reyno de Navarra.
Wicemistrzyni Europy z 2008 r.

## Życie prywatne
Jej siostra Blanca, również uprawia piłkę ręczną.

## Sukcesy

### reprezentacyjne
- Mistrzostwa Europy:
  -  (2008)
- Mistrzostwa Świata:
  -  (2011)

### klubowe
- mistrzostwo Hiszpanii  (2009, 2010, 2011)
- wicemistrzostwo Hiszpanii  (2008)
- puchar Królowej  (2010)
- puchar EHF  (2009)
- finalistka Ligi Mistrzyń  (2011)